# EI Большой Медведицы
EI Большой Медведицы (лат. EI Ursae Majoris) — двойная новоподобная катаклизмическая переменная звезда (NL) в созвездии Большой Медведицы на расстоянии приблизительно 3694 световых лет (около 1133 парсеков) от Солнца. Видимая звёздная величина звезды — от +14,9m до +13,4m.

## Характеристики
Первый компонент — аккрецирующий белый карлик.